# 基福維利足球會
基福維利足球會及體育會（ (the Reds) ），是一家位於北愛爾蘭貝爾法斯特的足球會，目前於北愛爾蘭超級足球聯賽角逐。基福維利足球會成立於1879年。

## 榮譽
- 愛爾蘭聯賽:
  - 冠軍 (5): 1905–06（並列冠軍）, 1909–10, 1997–98, 2012–13, 2013–14
- 愛爾蘭盃:
  - 冠軍 (8): 1882–83, 1887–88, 1896–97, 1899–00, 1900–01, 1906–07, 1908–09, 1978–79
- 北愛爾蘭聯賽盃:
  - 冠軍 (5): 2003–04, 2012–13, 2013–14, 2014–15, 2015–16

## 外部連結
- 基福維利足球會官方網站 （页面存档备份，存于）